# Phyllachora freycinetiae
Phyllachora freycinetiae är en svampart som beskrevs av F. Stevens 1925. Phyllachora freycinetiae ingår i släktet Phyllachora och familjen Phyllachoraceae.   Inga underarter finns listade i Catalogue of Life.